# Hableány (hajó, 1949)
A Hableány egy Projekt 544 (Moszkvics) típusú motoros személyhajó volt. Nevét a sellőkről kapta. A hajó 2019. május 29-én az esti órákban a nála jóval nagyobb Viking Sigyn szállodahajóval ütközött a Dunán a budapesti Margit híd mellett, majd 33 fő dél-koreai turistával és két fő magyar személyzettel a fedélzetén elsüllyedt. A szerencsétlenséget csupán hét dél-koreai állampolgár élte túl, a hajótestet június 11-én emelték ki a vízből.

## A hajó története
A hajót 1949-ben építették a Szovjetunióban, a Herszoni Hajóépítő és Hajójavító Üzemben. 2003 óta a Panorama Deck Kft. üzemeltette, főként sétahajózásra és kisebb rendezvényekre, fogadásokra használták. Egy időben a Budapesti Közlekedési Központ (BKK) is használta a Dunán átkelőhajóként. 2017. június 4-én, amikor a BKK D12-es hajójáratán közlekedett, valószínűleg műszaki hiba miatt a Petőfi híd közelében egy stégnek és a rakpartnak ütközött. A balesetben nem sérült meg senki.

### Tulajdonosi viszonyai
A Hableányt üzemeltető Panoráma Deck Kft. tulajdonosai megegyeznek a Mahart–PassNave Kft. egyik (2005) 2008–2013 közötti privatizációs tulajdonosának, az Európa Rendezvényiroda Kft.-nek a tulajdonosi körével – Ablonczy Péter, Sztankó Attila Gyuláné, Sztankó Attila Gyula és Ablonczyné Markó Judit. Az állam 2013-ban 750 millió forintért vásárolta meg a kft.-ben többségi tulajdonos MASPED Első Magyar Szállítmányozási Zrt. kezdeményezésére annak cégrészét (2019  márciusától a Magyar Turisztikai Ügynökség a jogtulajdonos), majd a megmaradt 49 százalékos üzletrészt a Viking Cruises magyar leányvállalata, a Viking Hungary korlátolt felelősségű társaság vásárolta meg.

## 2019-es balesete
2019. május 29-én, 21:05-kor a Hableányt hátulról nagy sebességgel legázolta a Dunán a Viking Sigyn nevű 135 méter hosszú  svájci szállodahajó. Az ütközés Budapesten, a Margit híd alatt történt. A jóval kisebb és könnyebb Hableány mindössze hét másodperc alatt felborult és elsüllyedt. A hajón 35 ember tartózkodott, egy dél-koreai turistacsoport 33 tagja, valamint a kétfős magyar személyzet: kapitány és matróza, Pethő János. A szerencsétlenül járt hajó utasai közül hetet élve kimentettek a vízből. A július 6-án tett hivatalos bejelentések szerint a megtalált halálos áldozatok száma 27 (25 dél-koreai utas és a hajó 2 fős magyar legénysége), az eltűntként keresettek száma 1 volt.

### A hajó műszaki felszereltsége
Egyes szakértők véleménye szerint a hajónak el sem lett volna szabad hagynia a kikötőt a baleset napján, mivel a kapitány munkáját kettő helyett csak egy matróz segítette, tehát az egyik matróz, és a radar hiánya miatt közlekedésre alkalmatlan volt. Az üzemeltető képviselője ezzel kapcsolatban úgy nyilatkozott, hogy a radar nem kötelező műszaki felszerelése ezeknek a hajóknak, illetve hogy a plusz egy matróz még egy áldozatot jelentett volna.

### Kiemelése
A magas vízállás, a rossz idő, és a búvárokra nézve életveszélyes körülmények miatt a víz apadásáig a Duna mélyén maradt a hajóroncs.
A Hableány kiemelése 2019. június 11-én kezdődött. Kilenc órakor megakadt a mentés, mert a hajótesten repedést találtak. Reggel 9 óráig 4 holttestet hoztak felszínre a hajótestből, köztük a hajó kapitányáét, egy 6 éves dél-koreai kislányét és édesanyjáét.
A roncsot kiemelése után Csepelre szállították, ahol további vizsgálatokat végeztek rajta. A hajótestben más holttesteket nem találtak. A rendőrség utasítására a roncsot letakarva Újpestre szállították. A jármű tulajdonosa ezzel együtt azt is bejelentette, hogy a hajó műszaki állapota nem teszi lehetővé, hogy ismét vízre bocsássák. Viszont úgy látják, hogy a roncs orra megmenthető, és akár emlékmű is lehetne belőle. A Panorama Deck Kft. nem jogosult arra, hogy közterületen emlékművet állítson, viszont a vizsgálatok lezárulása után átadnák egy olyan szervezetnek, amely ezt megtenné. Valószínűleg ez azonban évekig fog tartani, hiszen a vizsgálatok során bármikor szükség lehet a roncsra.
2021 szeptemberében derült fény arra, hogy a hajóroncsot nem őrzik megfelelően: mivel nincs elkerítve, így bárki megközelítheti, és egy kötelet is elloptak a kormánylapát tengelyéről.
A hajó roncsait 2024-ben szétdarabolták, majd beolvasztották.

### Emlékmű a tragédiáról
2021. május 29-én, a baleset két éves évfordulóján avatták fel a hivatalos emlékművet ami a Margit híd pesti hídfőjénél található. A két ütköző hajót jelképezi a két fekete gránittömb, a kettő közül közül a Hableányt szimbolizáló kő oldalára vésték fel az áldozatok nevét.

## Képek

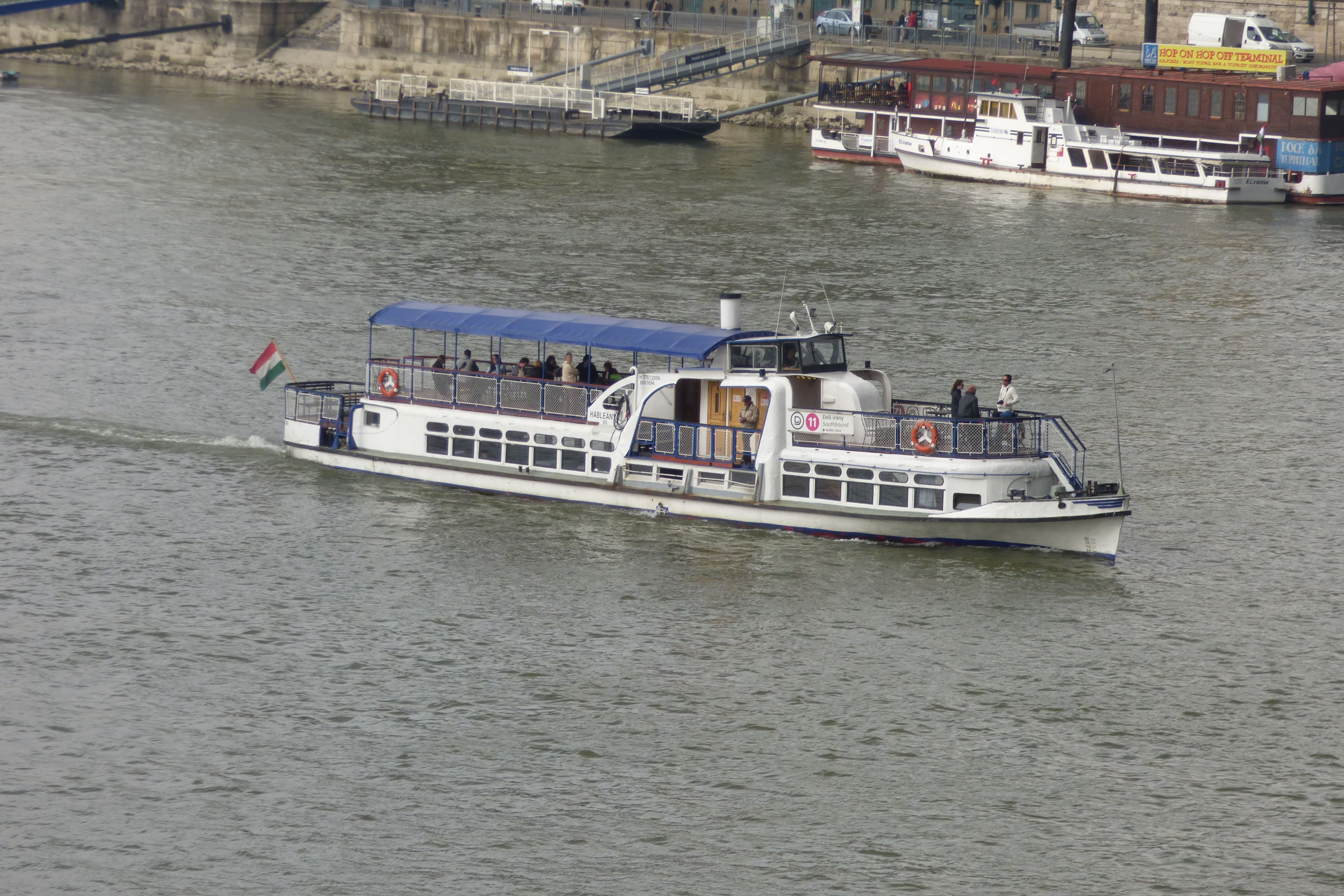
A Hableány 2017-ben
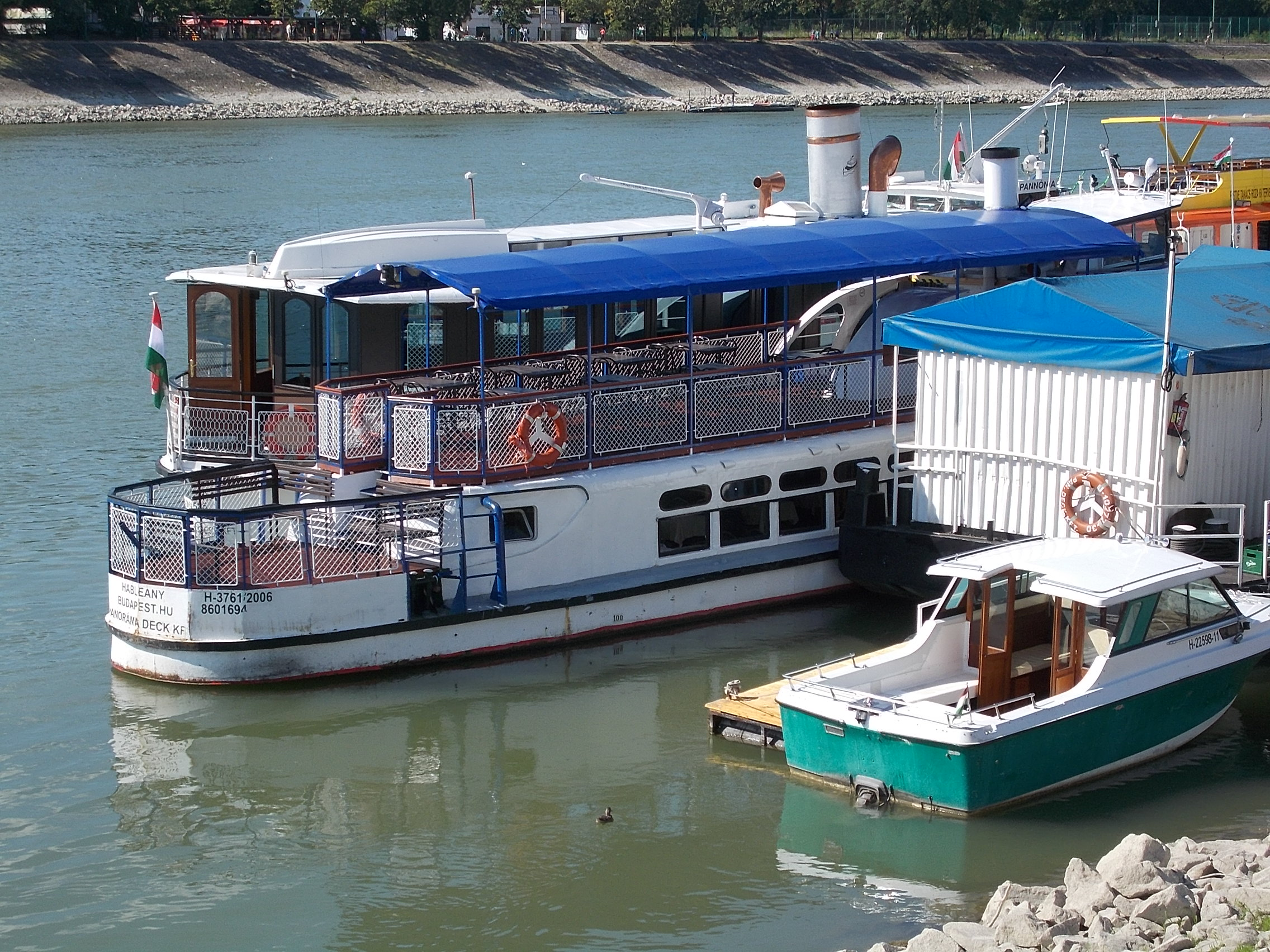
A Hableány 2015-ben
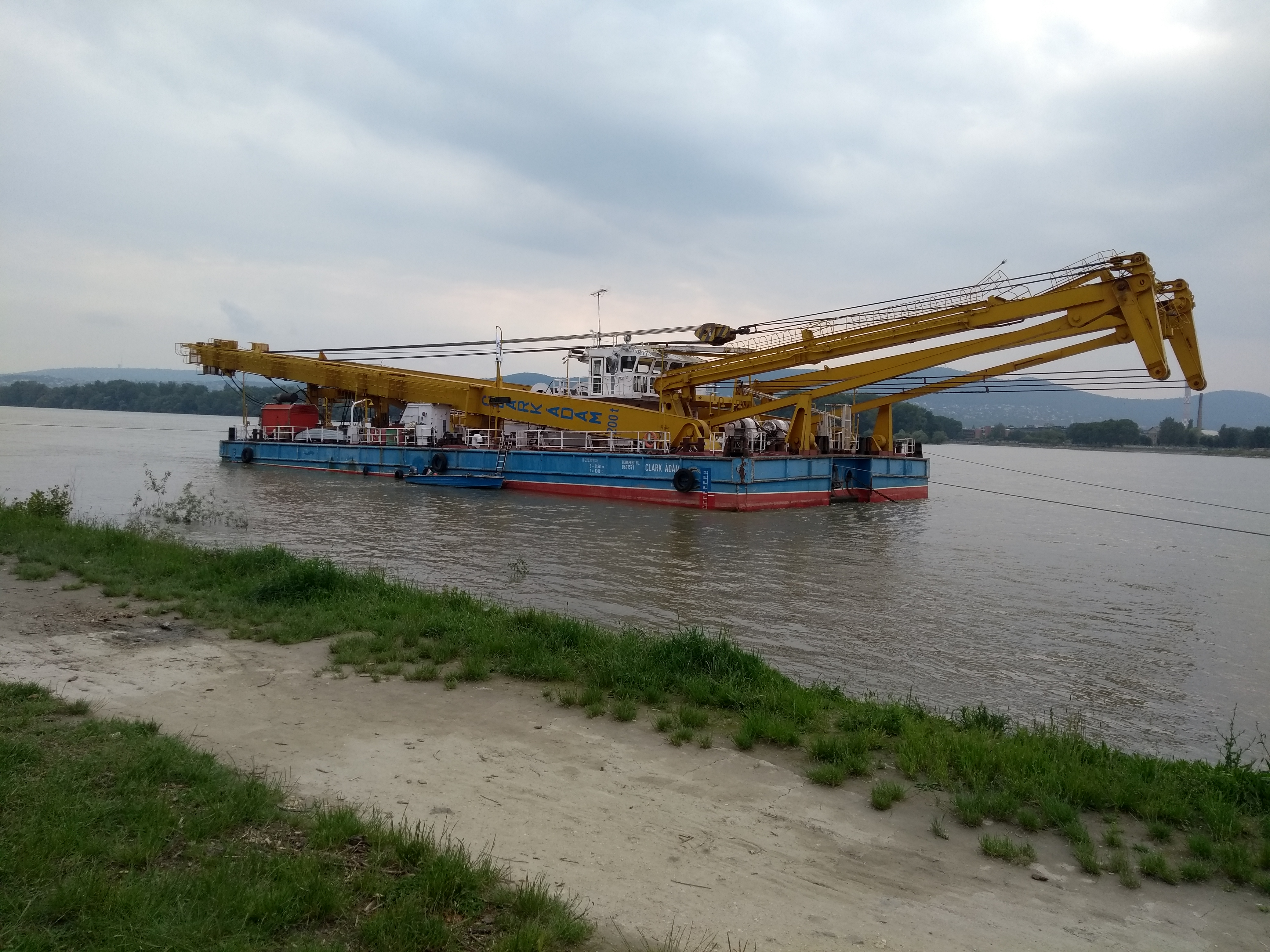
A Clark Ádám úszódaru, amivel a kiemelést végezték
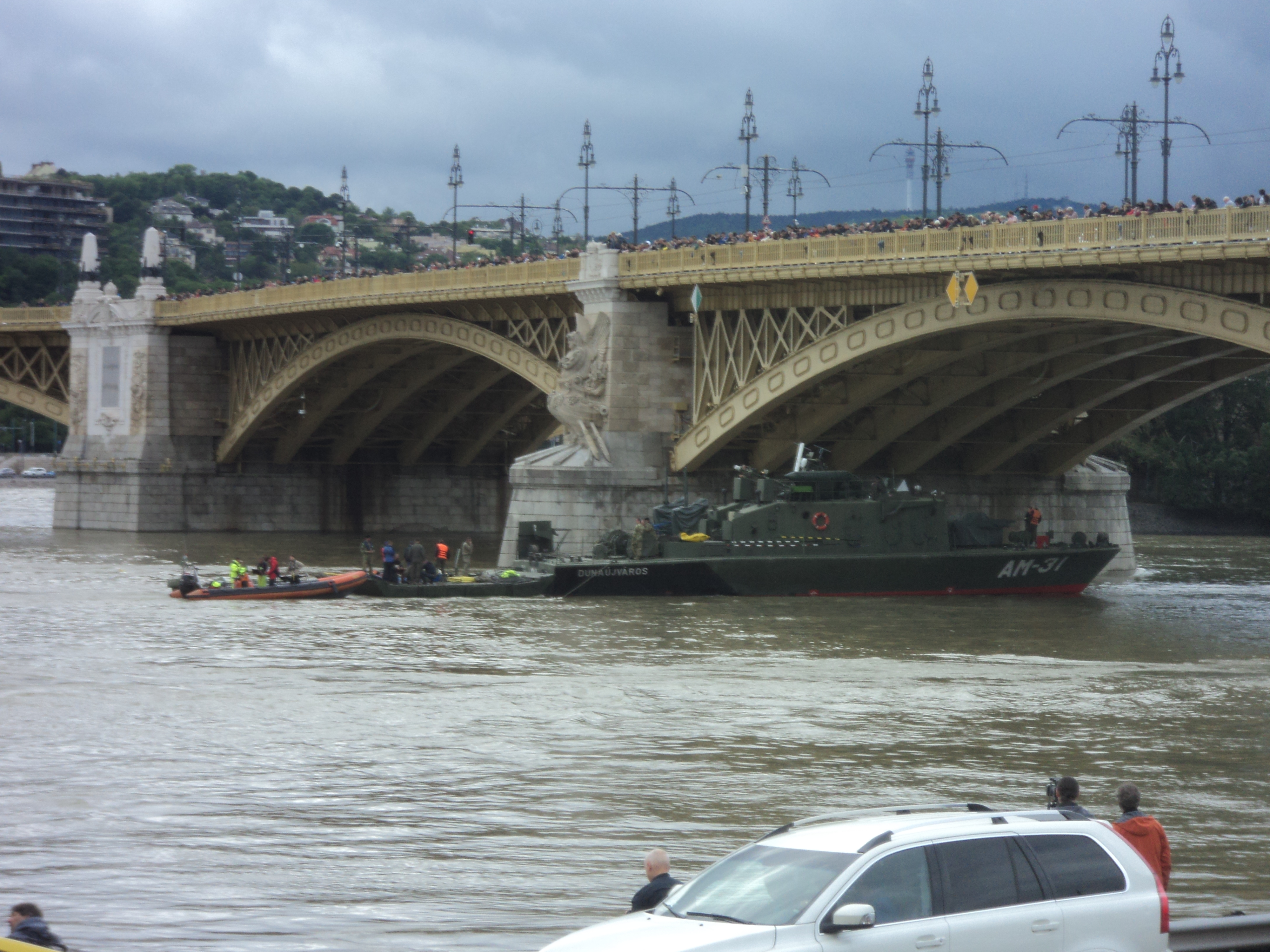
A Hableány kiemelésének előkészületei
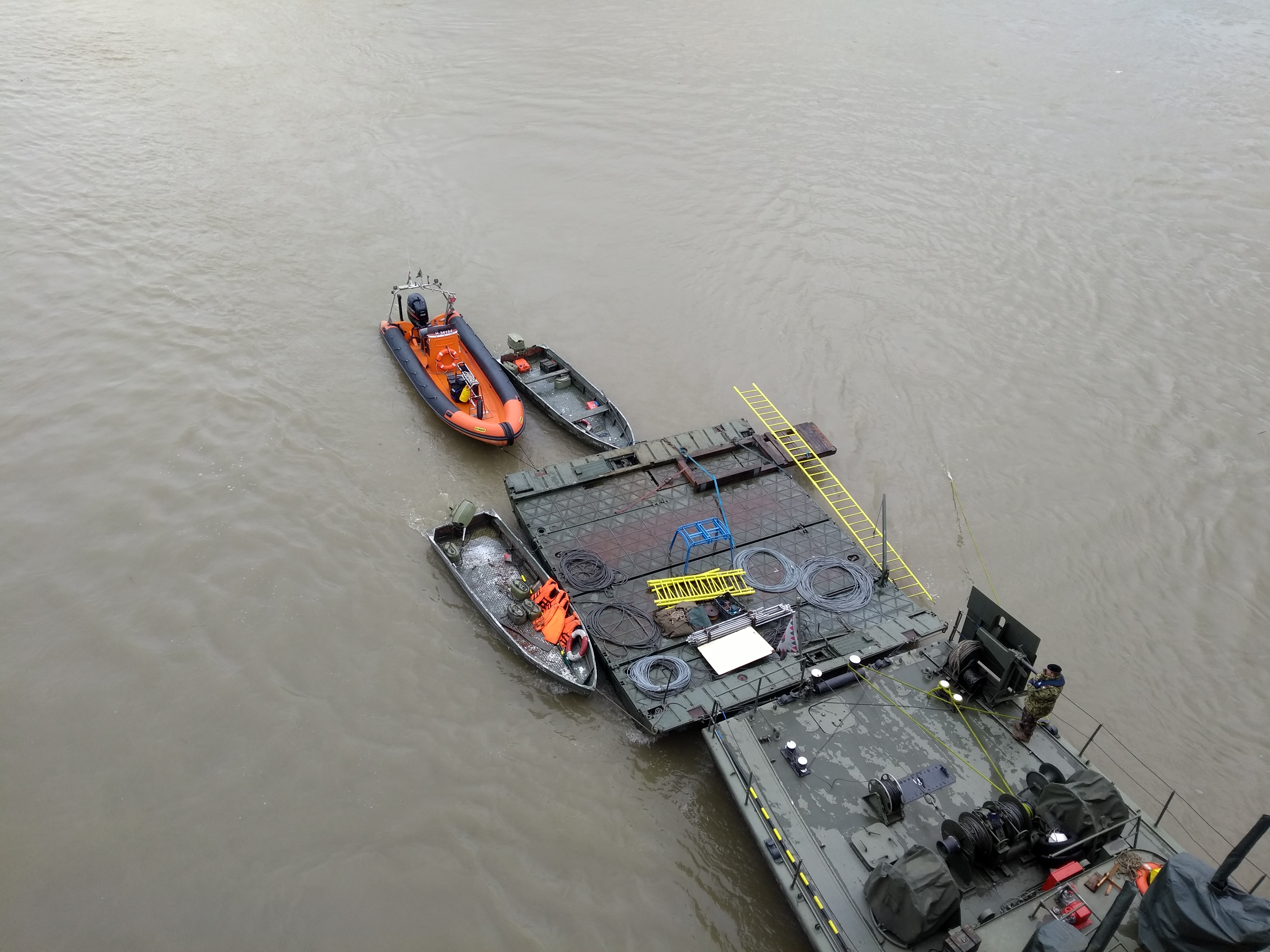
A mentésben részt vevő AM 31 Dunaújváros hadihajó a Margit hídról nézve
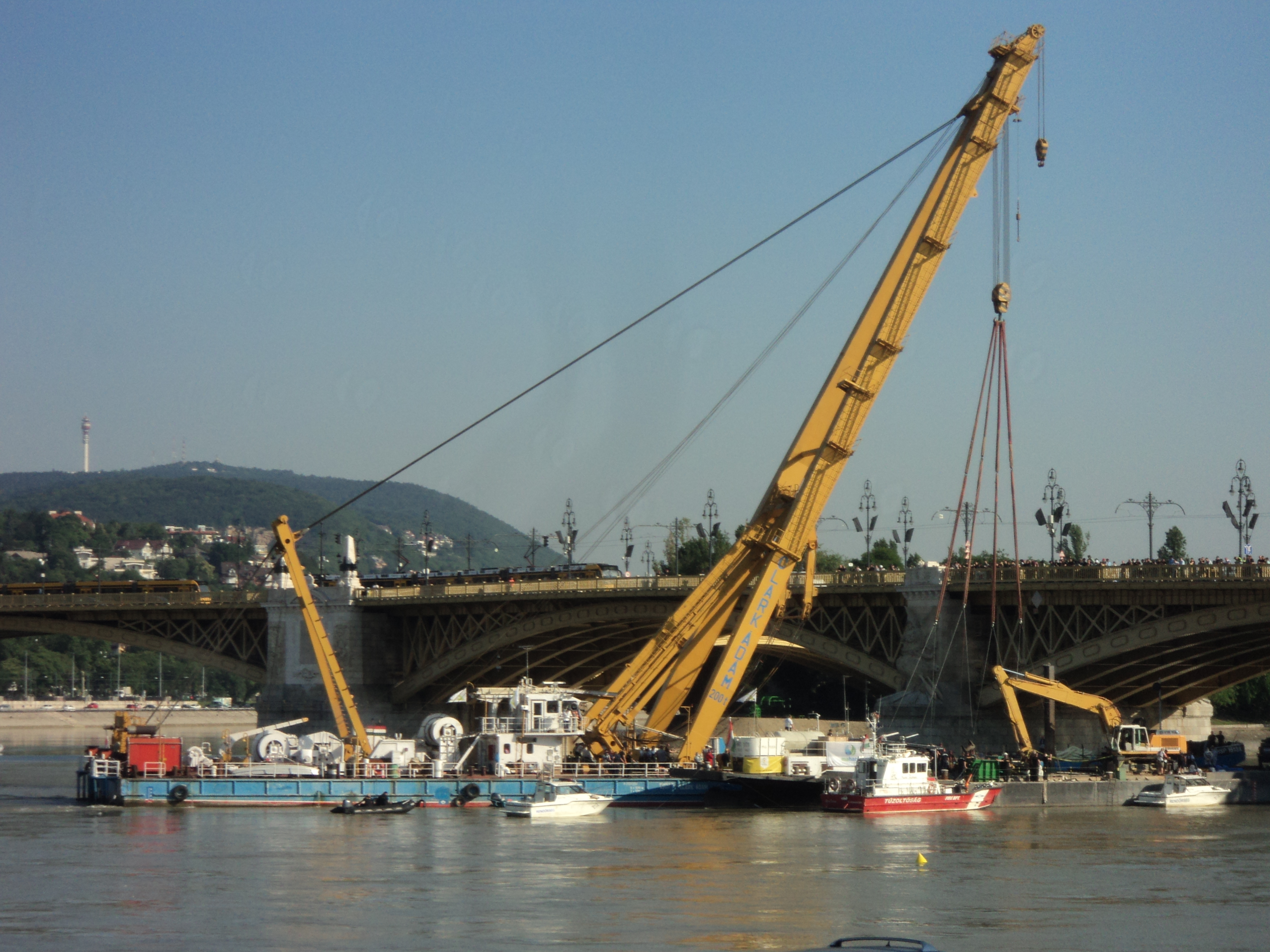
A kiemelés
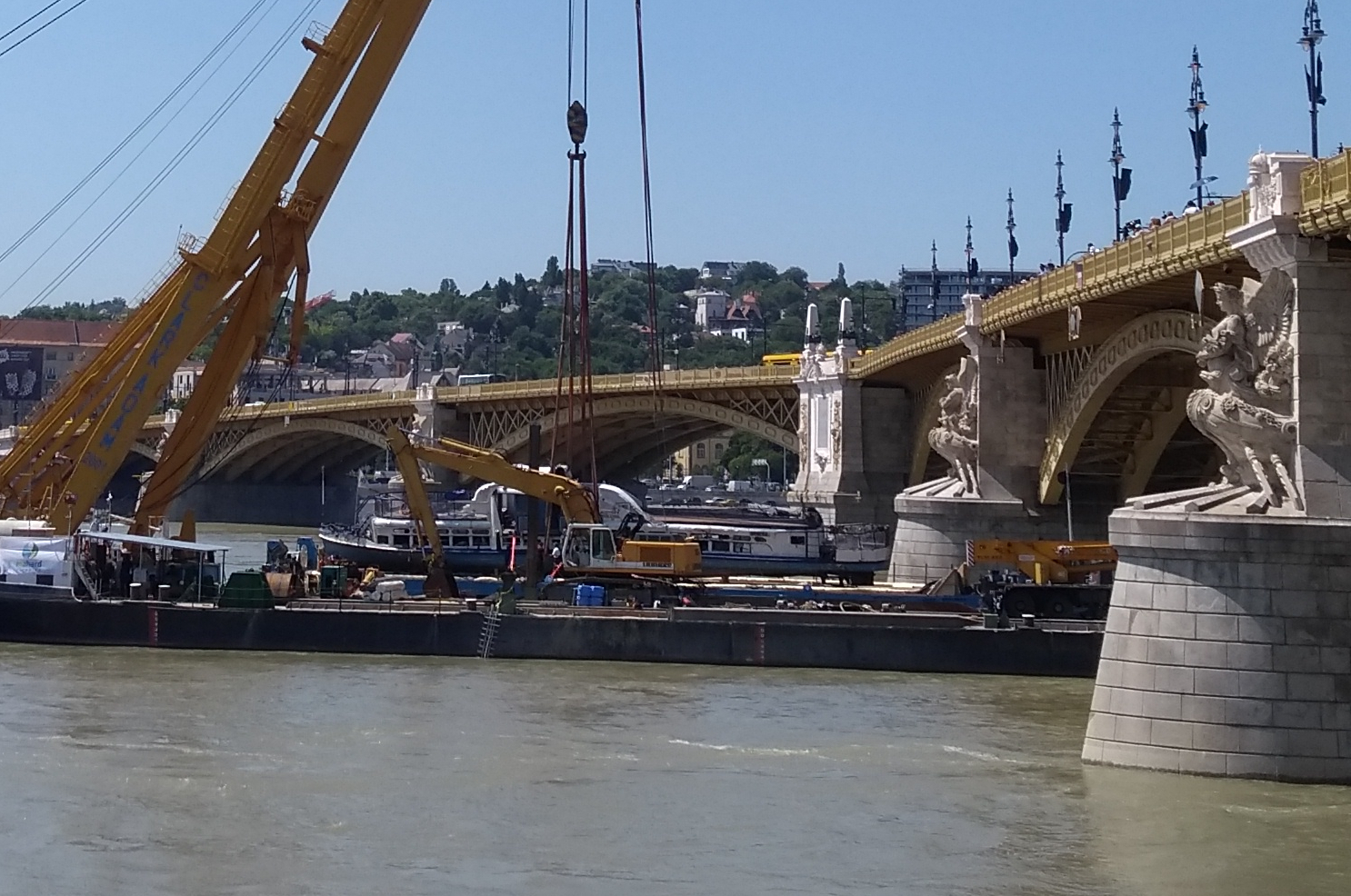
A folyó medréből kiemelt Hableány roncsa függ az úszódaru hevederjein